# Abaixeu les armes!
Abaixeu les armes! (títol original en alemany: Die Waffen nieder!) és una novel·la escrita per Bertha von Suttner (1843 - 1914) publicada l'any 1889. Aquesta obra, considerada com un clàssic del pensament pacifista, és la més representativa de l'escriptora, pensadora i activista que va ser guardonada el 1905 amb el Premi Nobel de la Pau.

## Argument
La protagonista de l'obra, una aristòcrata austríaca Martha Althaus, narra de forma retrospectiva el decurs de la seva vida, en el context d'uns anys molt convulsos, entre 1859 i 1889, un període marcat en especial per les guerres vinculades a les unificacions italiana i alemanya, fets que es veuran reflectits en la novel·la. A la guerra de Sardenya de 1859 entre Àustria i Sardenya i França. Althaus amb 19 anys perd el seu marit, el comte Arno Dotzky. Aquesta pèrdua la converteix en una fervent pacifista. El seu segon marit, el baró Friedrich Tilling, comparteix les seves opinions tot i que és un oficial de l'exèrcit austríac. Va lluitar a Schleswig el 1864 i a la guerra austro-prussiana el 1866. Les germanes i el germà d'Althaus van morir de còlera a causa de la guerra i el seu pare mor després de perdre els seus fills. Friedrich es va retirar de l'exèrcit per donar suport a l'activisme pacifista d'Althaus. Durant la guerra francoprussiana, el 1870 Friedrich és afusellat mentre vivia a París, per sospites que era un espia prussià. Rudolf, el fill del primer matrimoni de la comtessa començarà a seguir els passos de la seva mare.

## Anàlisi de l'obra
Bertha von Suttner va triar deliberadament el format de novel·la, perquè creia que seria capaç d'arribar a un públic més ampli. La gran popularitat del llibre es deu en part al fet que, a més de la qüestió de la guerra i la pau, també va abordar la pròpia imatge i el paper de la dona en la societat. Les idees de l'escriptora es veuen reflectides en aquesta obra, on responsabilitzava de les guerres a les monarquies, l'aristrocràcia, als militars, a les esglésies i en general a l'educació que s'inculcava ja des de joves fomentant un patriotisme per fer front a un hipotètic enemic.
| «                                                                        | Per casualitat vaig trobar l'endemà Berta von Suttner, la magnífica i generosa Cassandra de la nostra època. Aristòcrata d'una de les famílies més importants, havia viscut de molt jove l'horror de la guerra del 1866 prop del castell familiar de Bohèmia. I amb la passió d'una Florence Nightingale va veure que tenia una sola missió a la vida: evitar una segona guerra, i la guerra en general. Va escriure una novel·la, Abaixeu les armes!, que va tenir un èxit mundial. Va organitzar innombrables assemblees pacifistes i el gran triomf de la seva vida va ser despertar la consciència d'Alfred Nobel (...) | » |
| — Stefan Zweig, El món d'ahir: Memòries d'un europeu (1942) Obra pòstuma | |   |

### Estructura
El llibre està estructurat en sis capítols que narren els quatre periodes de guerres (Primera part, 1859; Tercera part, 1864; Quarta part, 1866; Sisena part, 1870-71) amb una segona i cinquena part que comprenen intervals dedicats al temps de pau i un epíleg que se situa el 1889.